# Symplecta stictica
Symplecta stictica là một loài ruồi trong họ Limoniidae. Chúng phân bố ở miền Cổ bắc.